# 太閤立志伝II
『太閤立志伝II』（たいこうりっしでん・ツー）は、1995年3月に光栄（現・コーエーテクモゲームス）から発売されたシミュレーションゲーム（同社はリコエイションゲームと呼称）。「太閤立志伝シリーズ」の第2作。音楽は岩崎琢が担当。
PC-98版が発売された後、さまざまなパソコン機種や家庭用ゲーム機などに移植された。廉価版も「コーエー定番シリーズ」やPC HOME版などで発売されている。特にWindows版は2005年9月29日に『麻雀大会II Special』とのツインキャンペーン版も発売されている。またWindows版はWindows 2000には非対応となっている。
なお本項では、本作をベースにしている携帯電話ゲーム『Mobile太閤立志伝』についても併せて記述する。

## 概要
初代の評定に出席し主命をこなしていく以外は何をするのも自由なシステムをほぼそのまま継承しており、評定が毎月初めに行われることや辻斬りが可能な点、場合に応じて謀反が可能なことなどは変わらない。一方で前作では可能だった大名居城にて姫の居室に潜入することや、大名を辻斬りすることなどは本作ではできない。
舞台は前作に存在しなかった「四国」・「九州」・「東北地方」までと全国規模に拡大した。陸続きでない「四国」・「九州」へ渡るには町にいる船頭を使う必要がある。また前作の秀吉のみならず柴田勝家や明智光秀、および新武将でのプレイも可能となった。また、本作では織田家以外にも伊達・北条・上杉・武田・徳川・長宗我部・毛利・島津の各家にも仕官することができる。しかし足利家など、それ以外の大名家には仕官出来ない。
公家や僧侶など武将以外の人物も多彩となっている。新田開発時に15パズルを行うなど、「主命の種類によりミニゲームを行う要素」は本作から登場し、以後、ミニゲームの種類が増えていく。
また、初代で信長は秀吉が主命に失敗するなどして信頼度が低下すると、秀吉を問答無用で手討ちにしたり（PC-98版ではそのシーンが克明に表示される）、朝廷工作で成果を挙げられないと「お前には失望した、もう2度と戻ってこなくていい」と忍者から伝令を受けたりするが、本作では信頼度が下がっても「解雇だけは勘弁してやる、次やったら承知せんぞ」といった台詞だけになり、描写に変化が見られる。
PlayStation版やセガサターン版ではWindows版ではドット絵で描かれていたグラフィックが一部ポリゴンが用いられるようになり、戦闘時には陣形や特殊戦術の要素が存在する。

## 能力値・技能
能力値は「内政」「外交」「統率」「武力」「魅力」だが、前作の「野心」も隠しとして存在する。前作同様最高値は100である。
技能は「弁舌」「築城」「算用」「礼法」「茶道」「剣術」「軍学」「騎馬」「鉄砲」「乱波」の10個で、前作から再構成が行われた。本作よりレベルは技能に応じたアイコンマークとなり、前作のレベルA-Dではなく0-3の4段階で表されるようになった。

## 同行者システム
本作では家臣の1人を同行者にでき、次のようなことができる。
- 町の施設で一緒に技能を修得する
- 用心棒として自分の代わりに戦ってもらう
- 主命の手助けをしてもらう（新田開発や敵城潜入の際など）
- 宿屋に宿泊した際に技能を師事してもらう

この「同行者システム」は、ゲーム進行上有用であったが、後のシリーズ作品には取り入れられなかった。

## 戦闘

### 個人戦
個人戦は同盟国以外の他家武将に辻斬りした場合、他家武将や城の門番から攻撃された場合、そして剣術道場で師事、稽古をする場合に行われる。他家武将から攻撃され交渉の余地がある時は、「追い払う」「命乞い」「金を出す」「逃げる」「戦う」といった選択肢が出て戦わずにすむこともあるが、それ以外の場合はすぐに戦いに突入する。画面上に攻撃バーが表示され、その中にオレンジ色（Windows版の場合）の部分、「攻撃ゾーン」がある。「攻撃」コマンドを選び、さらに攻撃レベルを選択すると攻撃ラインが移動し始め、攻撃ゾーンに止めると敵にダメージを与えられる（失敗した時もまれにダメージが与えられることがある）。
攻撃方法は「確実に狙う」「鋭く振る」「急所を斬る」「一撃必殺」があり、この順にバーの移動速度が速く、また攻撃ゾーンに止めた場合のダメージが大きい。「急所を斬る」は「剣術」レベル1以上、「一撃必殺」はレベル3で出現する。
攻撃ゾーンは中央に狭く、その両側に少し間隔を空けてやや広くの合計3箇所存在する。中央は「強力」と名付けられており、幅が狭く止めにくいが止めると大ダメージを与えられる。両側の部分は「通常」で、止めやすいがダメージは低い。「剣術」レベル2以上だとバー中央（「強力」の中央でもある）に細く、白い線が表示される。ここに止めると致命的なダメージを与えられる。
防御に専念したり、特殊攻撃をしたり、途中で逃走することもできる（剣術道場での修行時除く）。防御に専念するとそのターンの防御力が2倍になる。特殊攻撃は「剣術」技能があれば「威圧」が、「乱波」技能があれば「目つぶし」が、「弁舌」技能があれば「挑発」が可能になる。また逃走した場合には成功するとは限らず、捕まることもある。また同行者がいる場合には代わりに戦ってもらうこともできる。任意のタイミングで交代も可能で、同行者が戦闘中の場合は攻撃バーを操作する前にクリックすることで自分と交代できる。
個人戦は通常は決着がつくまで行われるが、道場での修業の際には10ターンが経過することでも終了する。

### 野戦
野戦となるのは敵部隊にマップ上でぶつかった際や、それから攻城戦で守備側に援軍が来た際である。野戦は戦術モードと戦闘モードがあり、戦術モードでは備単位で、戦闘モードでは組単位で行動することとなる。主人公の所属する備が敵の備と接触するまでは戦術モードで、接触すると戦闘モードになる。戦術モードでは移動する以外にも、兵士を鼓舞することや伏兵や擬兵などの計略を使うこともできる。自分が総大将の際は配下に命令を出せる。逆に総大将でない時は攻略命令を出されるが、必ずしも指示に従わず自分の思い通りに動かすこともできる。これは攻城戦の場合も同様である。
PC版（他機種は自動戦闘）のみ、戦闘モードに入ると時間の経過とともに右下の「行動ポイントゲージ」が溜まっていき、必要に応じて進行を止めてコマンドを出せる形式になっている。ポイントゲージは6まであり、全て溜まると自動的に進行が止まる。移動するにはポイントが2以上、通常攻撃には4以上必要で、大きく動くほどポイントを消費する。鉄砲攻撃や騎馬突撃に必要なポイントは各技能により異なる。また自分が備大将か総大将の際には配下の組に命令を出せる。命令にはポイントは必要なく、任意のタイミングで命令できる。
また一部の武将から教えてもらえる特殊戦術や陣形（コンシューマー版の場合）を野戦では使うことができる。

### 攻城戦
攻城戦は野戦での戦闘モードはなく、敵と隣接した場合も含め常に戦術モードで進行する。城門を開けて攻め込む以外にも、城壁や坂を登って進軍することもできる。使える計略は野戦の場合より多くなっており、例えば敵総大将を挑発しておびき出し、労せずして城を落とすことも可能になっている。夜襲も可能で、成功すると通常よりも大きい損害を与えられる。ただし、城の耐久度が高いと損害の幅は減る。

## Mobile太閤立志伝
「Mobile太閤立志伝」では容量の関係から以下の項目が削除・使用変更されている
- 主人公の特技の内「剣術」「築城」「乱波」「茶道」が削除された。
- 「港」コマンドが削除された。　四国、九州へは指定の通路以外からは行けなくなった。
- 「忍者屋敷」、「寺院」の「大名情報」、「南蛮寺」の「外交情報」が削除された。　代わりに、他家城の「情報」コマンドで城と武将情報が聞けるようになっている。
- 『太閤立志伝III』から公卿が菊亭晴季のみとなったからか、「公家宅」コマンドが削除され、「皇居」に入ると、菊亭に工作を依頼できるようになった。
- 同行者システムが削除された。
- グラフィックは主に『太閤立志伝V』のものに変更された。